# Travel Dependent Damping
TDD staat voor: Travel Dependent Damping.
Dit is een sinds 2000 door BMW gebruikte achterdemper voor motorfietsen waarbij de demping afhankelijk is van het inveren. Hoe meer de demper inveert, hoe zwaarder de demping wordt.